# Тишко, Владимир Анатольевич
Влади́мир Анато́льевич Тишко́ (род. 25 декабря 1969, Балашов, Саратовская область) — российский актёр и телеведущий. Получил основную известность по роли в рекламе стирального порошка Tide (2002—2007) и телепрограмме «Москва: Инструкция по применению» на ТНТ (2003—2008).

## Биография
Родился 25 декабря 1969 года.
В 18 лет призван в армию, проходил службу в воздушно-десантных войсках, в 83-й гвардейской десантно-штурмовой бригаде в Польше. Владимир боялся высоты, один раз при прыжке поранил шею о стропы. После армии некоторое время торговал в метро кассетами.
В 1994 году Тишко начал раздумывать относительно поступления в театральный институт, выбирая между Щукинским училищем и Школой сценических искусств, первом в России негосударственном театральном институте, в котором велось обучение по системе Михаила Чехова. В итоге выбрал второй институт, который окончил в 1998 году. Во время учёбы работал клоуном и музыкантом. С 1998 по 2000 год служил в Русском психологическом театре, где играл Шатова в «Бесах» по Ф. М. Достоевскому, репетировал Яго в «Отелло».
Впервые появился на телевидении в 2000 году. Тогда он стал вести программу «Молодожёны» на СТС. За этим шоу последовало очередное — «Медовый месяц», на том же канале. По истечении контракта уходит с этого телеканала.
После того, как Владимир снялся в рекламном ролике стирального порошка Tide, лозунгом которого стала фраза «Вы всё ещё кипятите? Тогда мы идём к вам!», он получил особую популярность, а фраза «Тогда мы идём к вам!» стала крылатой.
С февраля 2003 по декабрь 2008 года был ведущим информационно-развлекательной программы «Москва: Инструкция по применению», выходившей на ТНТ, благодаря которой получил отдельную известность среди зрителей. Одновременно с 2007 по 2008 год был шеф-редактором одноимённого городского еженедельника в газетном формате. Впоследствии он так рассказывал о закрытии программы:

Всё когда-то должно заканчиваться, и я благодарен этому этапу в своей карьере. Прежде всего, потому, что именно на съемках «Москвы» я наконец научился читать по телесуфлёру. <…> А если серьёзно, то эта программа была действительно уникальным форматом. Одним из показателей её популярности был тот факт, что в регионах, где вещало ТНТ, выходили версии вроде «Урюпинск: инструкция по применению». Своего рода дочерние проекты со своими ведущими и своими девушками в красных косынках.

После ухода с телевидения Тишко вернулся в театр, от службы в котором отказывался по причине загруженности на работе в телепроектах. В 2010 году играл роль Хасинто Флоридо в спектакле «Семейный переполох».
В 2010 году вёл «Скорую модную помощь» на Муз-ТВ. В конце 2012 года был одним из ведущих шоу «Не бросай меня!» на MTV Россия.
В 2016 году Тишко стал одним из героев телепередачи «10 самых загубленных карьер звёзд» на телеканале «ТВ Центр» (телеэфир 10 марта). В ходе программы её авторы утверждали, что многолетнее участие в рекламе стирального порошка, предположительно, погубило его карьеру, а также, что Тишко якобы отличался неблаговидными поступками (пьянки, дебоши, драки и др.). Актёр подал иск в суд о защите чести, достоинства и деловой репутации и выиграл дело, отсудив 10 000 рублей.
С 20 ноября 2024 года является одним из ведущих шоу «Редакция 2х2» на канале 2х2.

## Личная жизнь

### Семейное положение
Впервые Владимир Тишко женился в 24 года, первая жена Анастасия Тишко, от первого брака есть дочь Дарья Тишко.
Затем три года жил с Анфисой Чеховой, у Анфисы и Владимира Тишко мог быть ребёнок, но Анфиса сделала аборт, это было их совместное решение.

### Долг за электричество
23 октября 2014 года на НТВ в программе «Чрезвычайное происшествие» вышел сюжет о злостных неплательщиках за электричество. Сюжет начинался с того, что квартиру Владимира Тишко на Ленинградском проспекте в Москве сотрудники Мосэнергосбыта отключают от электричества за злостную неуплату. В кадре была показана квитанция, согласно которой сумма долга Тишко В. А. за электричество на 30.09.2014 г. составляет 101 355 р. 41 коп. Сам Владимир Тишко в это время находился в квартире. Открыв дверь топлес, он сказал, что знает о долге, и тут же закрыл дверь. Далее шла информация о том, что квартира Тишко уже была отключена от электричества, но он самовольно подключился к сети, и теперь его ждёт судебное разбирательство.
История получила продолжение в сентябре 2015 года: к тому времени из-за накопившихся долгов и кредитов на 6 миллионов у Тишко конфисковали автомобиль. 8 сентября 2015 года, согласно интервью порталу LifeNews, актёр оплатил долги по ЖКХ на сумму в 215 000 рублей и планирует выплачивать задолженность и далее. Свои проблемы с долгами Тишко связывал с отсутствием работы.

### Здоровье
В 2025 году Тишко заявил, что уже на протяжении 20 лет является веганом. Также, по его словам, в течение 35 лет своей жизни он курил и бросил курить только за полгода до участия в реалити-шоу «Выживалити» телеканала «Пятница!». Однако, по его словам, после отказа от курения у него нарушилась работа надпочечников, что привело к гормональному сбою: он потерял почти 20 кг и с большим трудом мог передвигаться или поднимать тяжести. Тем не менее, к началу проекта он смог поправить здоровье.

## Телевидение
- 2000―2002 — «Молодожёны» (СТС)
- 2002―2003 — «Медовый месяц» (СТС)
- 2003—2008 — «Москва: Инструкция по применению» (ТНТ)
- 2007 — «Звёзды против караоке» (рождественский выпуск, ТНТ)
- 2009 — «Кто здесь звезда? Идеальное интервью» (РЕН ТВ, участник[29][30][31]).
- 2010 — «Скорая модная помощь» (Муз-ТВ)[32]
- 2012 — «Не бросай меня!» (MTV Россия)
- 2024 — «Редакция 2х2» (2х2)

## Фильмография
- 2020 — Гусар
- 2017 — Незнакомка в зеркале — телеведущий
- 2016 — Провокатор
- 2015 — Отдел — сутенёр
- 2015 — Окрылённые — Гена
- 2015 — Дабл трабл — ведущий
- 2015 — Гражданка Катерина — Толик, продюсер
- 2014 — С Восьмым марта, мужчины! — член совета директоров
- 2014 — Медвежья хватка — Алекс, брачный аферист
- 2013—2014 — Неформат — Геннадий, продюсер Милены
- 2013 — Пропавший — Журавлёв
- 2013 — Хочу остаться невидимкой
- 2013 — Одноклассники — Олег Красавкин, аферист
- 2013 — Лютый — Валерьян Нестеров, телезвезда
- 2012 — Мой капитан — Бочкин
- 2011—2012 — Хозяйка моей судьбы — Александр Игоревич Григорьев, музыкальный продюсер
- 2011 — Паутина — 5 — Заруцкий
- 2011 — Боец
- 2011 — Москва. Три вокзала — Юрий Стрижов, спецкор
- 2011 — Кубок для чемпионов
- 2011 — Расплата
- 2011 — Закон подлости
- 2011 — Стильная смерть
- 2011 — Лектор — Эндрю Блейк, архитектор
- 2011 — Карамель — Алексей, журналист
- 2011 — Дикий-2 — руководитель телеканала
- 2011 — Не стреляйте в журналиста
- 2011 — Автобус терпимости
- 2010 — Наш домашний магазин — Михаил Маклахов
- 2010 — Наша Russia. Яйца Судьбы — репортёр
- 2010 — Масквичи — эпизод
- 2010 — Маргоша — Павел Аркадьевич, новый директор радио
- 2006—2012 — Счастливы вместе — камео
- 2006 — Золотая тёща — Артур Шпирт, врач-стоматолог
- 2005—2007 — Обречённая стать звездой — директор радиостанции
- 2005 — Рекламная пауза — Бакланов, актёр
- 2005 — Адам и превращения Евы — воришка в клубе
- 2004 — Я люблю тебя — Рекламный работник
- 2003—2005 — Саша+Маша — камео
- 2003 — С ног на голову — Борис